# Похило-рядковий відеозапис
Похило-рядковий відеозапис (англ. Helical scan) — спосіб магнітного запису телевізійного сигналу, при якому отримувані доріжки відеозапису розташовуються під кутом до напрямку руху магнітної стрічки. Техніка похило-рядкового магнітного запису може використовуватися для реєстрації будь-яких високочастотних сигналів на магнітній стрічці, наприклад, у котушкових або касетних відеомагнітофонах, цифровому форматі запису звуку Digital Audio Tape, різних пристроях зберігання комп'ютерних даних на стрічці.

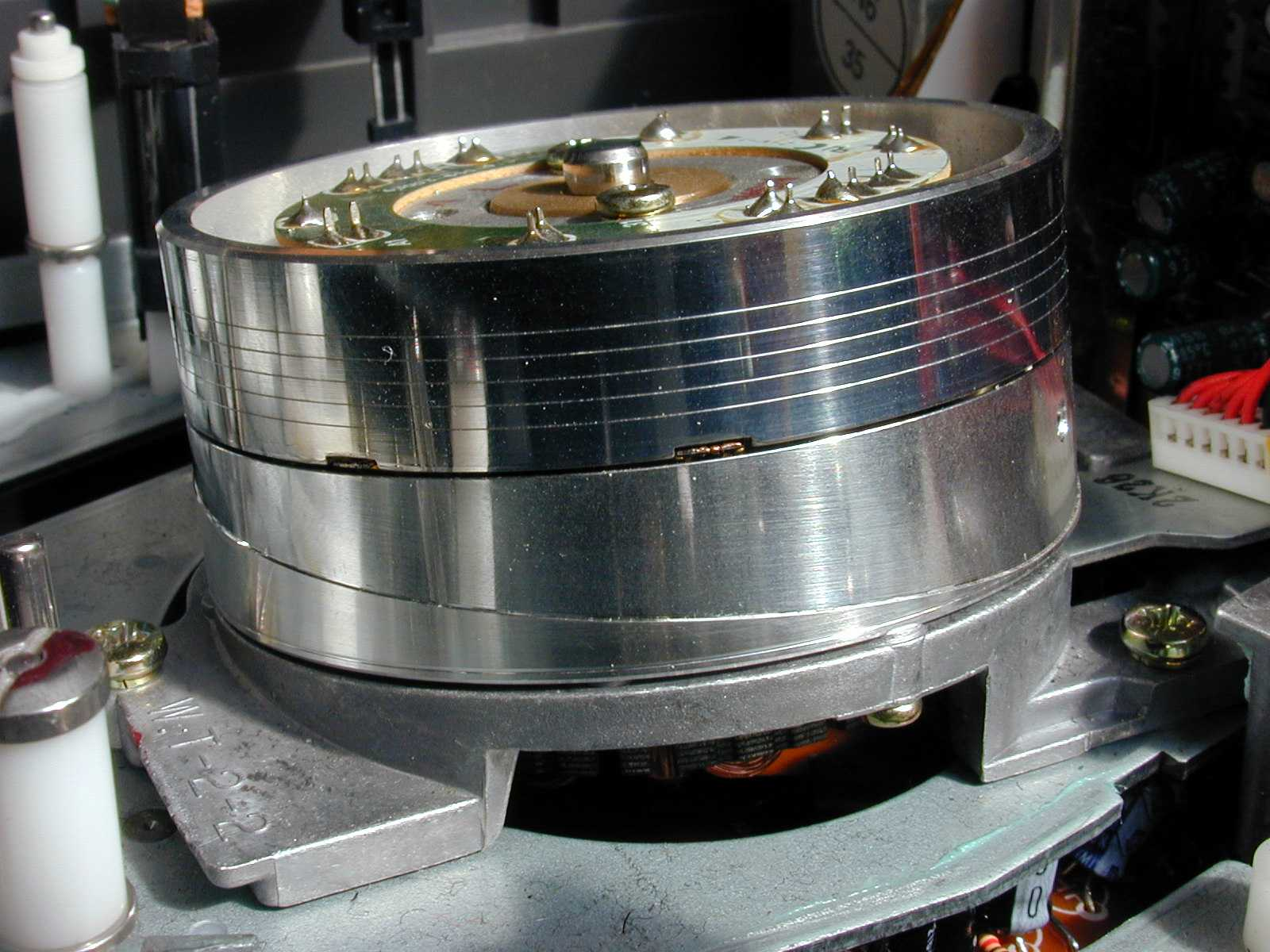
Барабан відеоголовок відеомагнітофона похило-рядкового запису формату VHS. На нижній нерухомій частині барабана видно спіральну напрямну магнітної стрічки.

## Історична довідка
Розроблений у 1956 році фірмою Ampex спосіб поперечно-рядкового запису мав ряд недоліків, найбільш суттєвим з яких була неможливість виведення на екран стоп-кадра, оскільки кожне телевізійне поле записувалося не повністю, а піддавалося сегментації на кілька магнітних доріжок при записі різними відеоголовками у міру просування стрічки. . Кожна магнітна доріжка, записана окремою головкою, містила сегмент телевізійного поля, що складається з 16 рядків розгортки. Тому коли рух стрічки зупиняється, головкам магнітофона доступний тільки один такий сегмент поля. Те саме стосується і відтворення відео на нестандартній швидкості, неможливому в сегментованих форматах. При похило-рядковому відеозаписі з'являється можливість запису кожного поля і навіть цілого кадру на одній доріжці, завдяки чому стоп-кадр реалізується з таким самим успіхом, як і уповільнене або прискорене відтворення.
Прототип пристрою з похило-рядковим відеозаписом був розроблений Норікадзу Савадзакі в 1953. Незалежно від нього спосіб похилого запису розроблявся у ФРН інженером Едуардом Шюллером. Перші відеомагнітофони, що працюють за таким принципом, були розроблені фірмою «Бош» і використовували магнітну стрічку завширшки 1 дюйм (25,4 мм).
Відсутність сегментації у похило-рядковому відеозаписі дозволило також реалізувати електронний відеомонтаж без блоку кадрової пам'яті, і відмовитися від фізичного склеювання магнітної відеострічки з проявом доріжок спеціальним складом, що доводилося робити монтажерам у форматі Quadruplex. Технологія досить швидко витіснила з ринку відеозапису системи з поперечно-рядковим записом завдяки меншій складності, підвищеній надійності, меншим витратам на виробництво та обслуговування, меншій масі пристроїв, зниженим витратам енергії, а також більш гнучким можливостям. Комплекс цих переваг дозволив створити касетні відеомагнітофони, які підходять для домашнього використання.

## Принцип дії
Широкосмуговий відеосигнал  записується магнітними головками, встановленими на спеціальному барабані, що обертається відеоголовок 3 (FIG. 1). Передача і прийом сигналу з головок здійснюється за допомогою вбудованого трансформатора, що обертається. Магнітна стрічка 10 охоплює циліндричний барабан з відеоголовками по спіралі, завдяки чому головки при обертанні барабана записують на стрічці похилі рядки відеосигналу. Такий спосіб дозволяє записати високочастотний сигнал завдяки високій швидкості руху відеоголовок щодо магнітної стрічки та застосовується у більшості форматів відеозапису, у тому числі VHS, Betamax, U-matic, Betacam, Hi8, DV, дюймовому форматі «С» тощо. , похило-рядковий запис застосовується при цифровій реєстрації інших типів інформації.

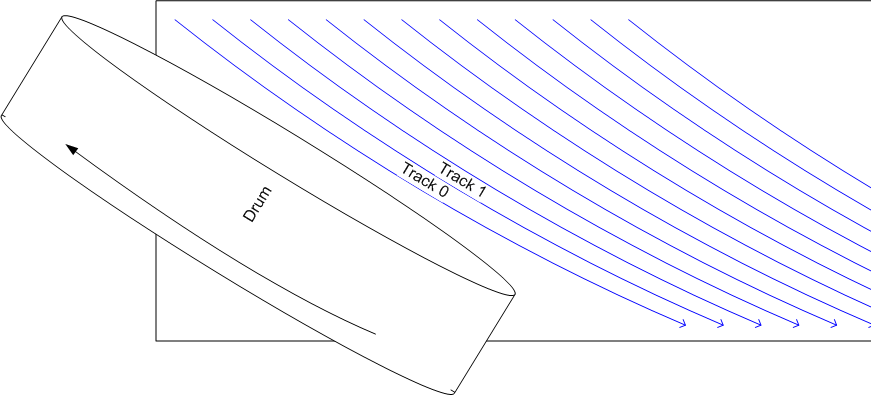
Принцип похило-рядкового запису
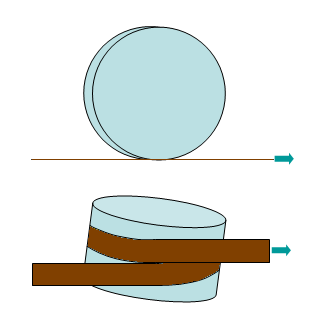
α-образна петля одноголовочних відеомагнітофонів
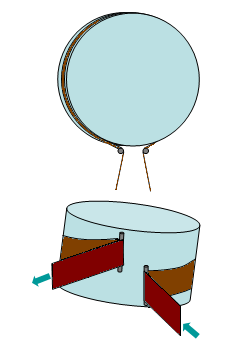
Ω-образна петля одноголовочних відеомагнітофонів
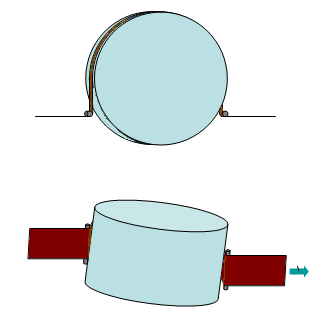
Ω-образна петля двоголовкових відеомагнітофонів

Існують відеомагнітофони похило-рядкового запису з однією та двома відеоголовками на барабані. При цьому завжди повний телевізійний кадр записується за один оберт барабана. У форматах із двома головками кожна з них записує одне телевізійне поле за півоберта. Сучасні відеомагнітофони можуть містити на барабані значно більше голівок, оскільки в деяких відеоформатах запис різних складових відеосигналу здійснюється різними головками. Однак принцип двоголовкового запису при цьому зберігається, оскільки всі ці головки однаково записують одне поле. Двоголовкова схема набула найбільшого поширення через більшу простоту стрічкопротяжного тракту, що використовує Ω-подібний рух стрічки.

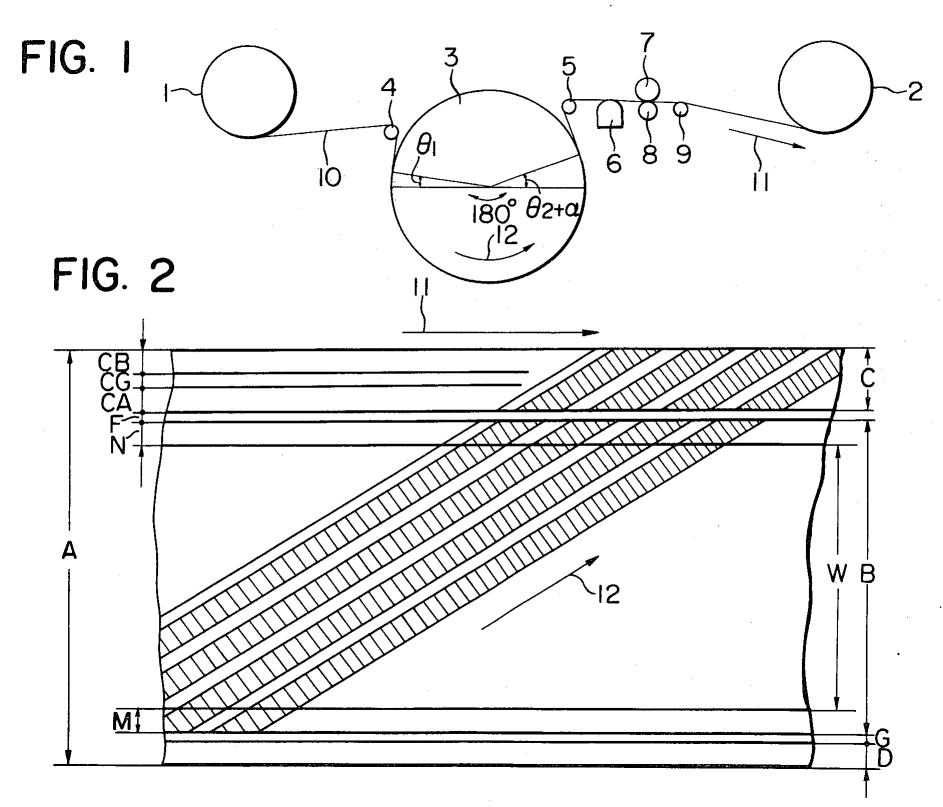
Схема похило-рядкового відеозапису

При способі відеозапису, що описується, на магнітній стрічці виходить сигналограма, показана на FIG. 2, де А - ширина магнітної стрічки, В - ширина області відеозапису, W - ширина області повного перекриття відеоголовок, D керуюча доріжка, що записується нерухомою магнітною головкою 6, і служить для синхронізації руху стрічки та обертання барабана відеоголовок, С - ширина двох звукових доріжок , на яких записується звукове супроводження нерухомими магнітними головками. Штрихи на доріжках відеозапису зображують малі імпульси, що гасять, розташовані на сусідніх доріжках навпроти один одного за рахунок розрахунку геометрії сигналограми. Це запобігає збію малої синхронізації при відхиленні відеоголовки та зчитуванні сигналу сусідньої доріжки, що відображає сусіднє поле зображення.
Таке розташування доріжок, відповідно до «критерію малої кореляції», підвищує стабільність відтворення при відхиленнях швидкості стрічки, а також у режимах уповільненого або прискореного перегляду. Для синхронізації руху стрічки та обертання барабана при відтворенні, необхідної для точного проходження відеоголовок по рядках сигналограми, всі відеомагнітофони оснащуються системою автотрекінгу.
На відміну від поперечно-рядкового відеозапису, при якому доріжки відеосигналу були майже перпендикулярні напрямку руху магнітної стрічки, похило-рядковий відеозапис дозволяє збільшити довжину доріжок і, як наслідок, збільшити відносну швидкість головка/стрічка при відносно компактних розмірах і невеликій ширині плівки. У той же час, велика довжина відеодоріжок накладає підвищені вимоги до точності натягу магнітної стрічки, зміни якого можуть призводити до тимчасових помилок під час відтворення. З розвитком цифрового магнітного відеозапису, що витіснив аналоговий, похило-рядкова система також застосовується в більшості цифрових відеомагнітофонів.

## Азімутальний запис
Будь-яка система відеозапису націлена на те, щоб зберігати якомога більше інформації на стрічці заданої ширини, при цьому інформація на кожному наступному рядку (тобто проході головки) не повинна порушувати раніше записану інформацію. Одним із способів вирішення цієї проблеми є впровадження захисних проміжків (порожніх областей між сусідніми рядками запису), що призводить до нераціонального використання дорогої стрічки. У всіх форматах котушкових відеомагнітофонів та ранніх касетних (наприклад, VCR або U-matic) використовувався цей спосіб.
У пізніших відеомагнітофонах з похило-рядковим записом замість цього використовувався метод азимутального відеозапису, також відомий як запис із симетричною фазою. У цьому випадку на барабані з двома головками одна з них встановлюється з невеликим нахилом магнітного зазору вліво, а друга вправо. Через різний нахил головок не відбувається читання інформації, записаної під «неправильним» для даної голівки кутом, тому запис наступного рядка можна робити без будь-яких захисних проміжків — одне телевізійне поле за іншим і т. д. На практиці ситуації, коли один рядок перекриває якісь дані аж ніяк не рідкісні. Азімутальний запис був використаний не тільки у пізніших форматах відеозапису (наприклад, VHS або Betamax), але й у пристроях зберігання цифрових даних.
Застосування азимутального відеозапису дозволяє використовувати місце на магнітній стрічці, яке раніше залишалося для захисних проміжків, і тим самим дозволяє записувати більше інформації на стрічку тієї ж довжини.